# St. Johannes der Täufer (Erkrath)
St. Johannes der Täufer ist eine römisch-katholische Pfarrkirche in (Alt-)Erkrath.

## Geschichte
Genaue Daten über Beginn und Dauer des Kirchbaus sowie den Bauherrn sind unbekannt. Es wird vermutet, dass die Initiative zum Bau der Kirche vom Stift Kaiserswerth oder vom Stift Gerresheim ausging. Der Kernbau der Kirche (Westturm, Langhaus, Chorquadrat mit Apsis) wurde vermutlich in der 2. Hälfte des 12. Jahrhunderts errichtet. Schon dieser Bau war deutlich größer als die Kirchen in der Region. Das Patronat über die Kirche übten die Herren von Haus Unterbach aus, die auch in der Kirche begraben wurden.
Im 14. Jahrhundert wurden Mittelschiff und Turmhalle mit Kreuzrippengewölben ausgestattet.
1700 erhielt der Turm ein neues Portal und einen geschweiften Barockhelm.
Nach einer Restaurierung 1883 durch den Architekten Füßhaus machte das darauf folgende Wachstum des Ortes und der Gemeinde eine Erweiterung erforderlich. 1901/02 wurde der einfache, mittelalterliche Chor abgerissen und durch einen geräumigen, historisierenden neuromanischen über die neue Vierung herausgeschobenen Chor und ein zusätzliches Querhaus samt Sakristei ersetzt. Architekt war der Kölner Dombaumeister Heinrich Renard.

## Architektur
Die Kirche ist eine romanische Basilika mit Westturm, dreischiffigem vierjochigem Langhaus, Querhaus mit Rosettenfenster und Chorquadrat mit Apsis und zwei Chorflankentürmen. Östlich vorgelagert ist eine Sakristei. Der Außenbau aus Bruchstein zeigt auf allen Wandflächen romanische Schmuck- und Gliederungselemente aus Tuff.
In einer Ecke ist ein Treppenturm angebaut.
Durch seine beachtlichen Ausmaße ist St. Johannes der Täufer eine städtebauliche Dominante in Erkrath.

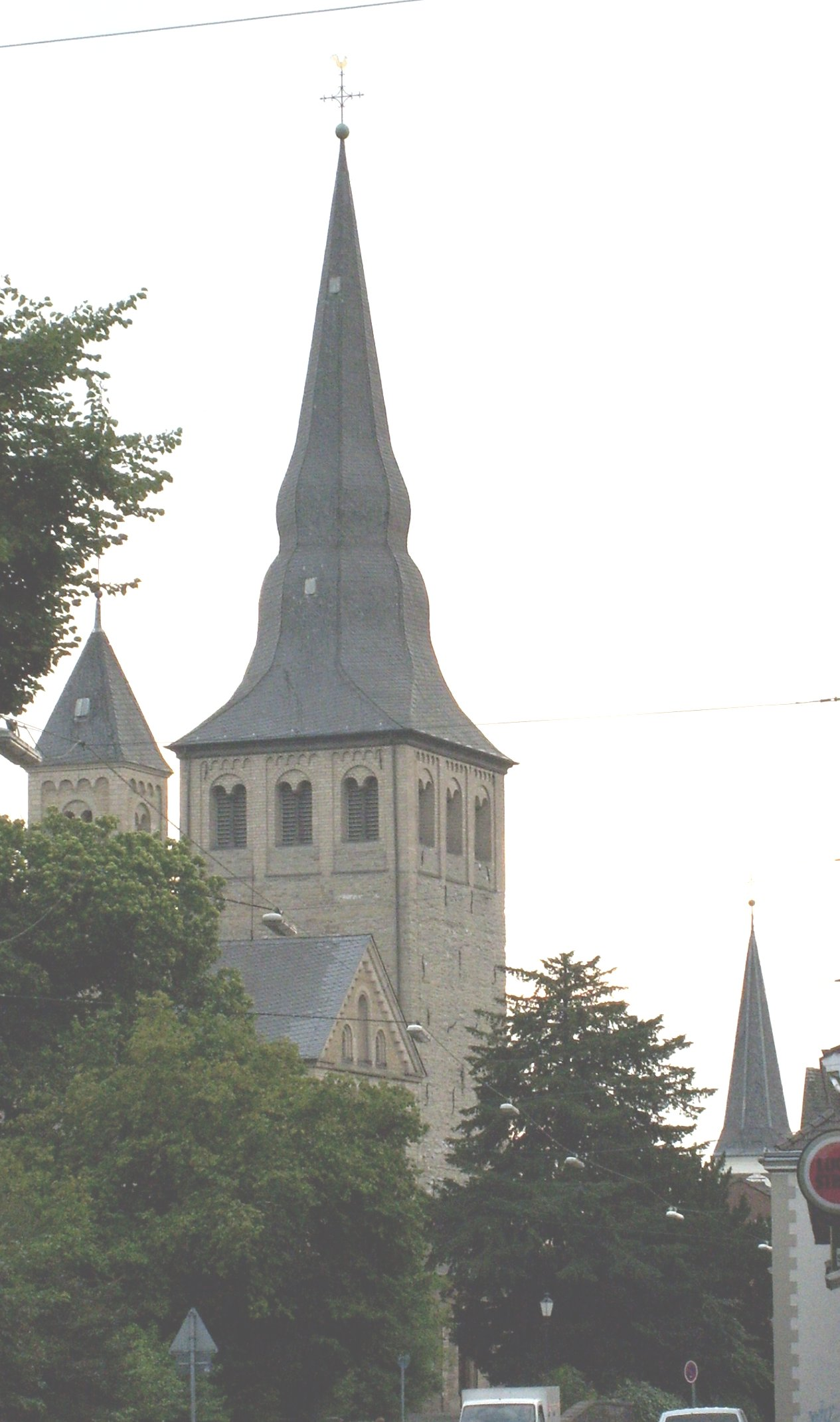
Romanischer Westturm
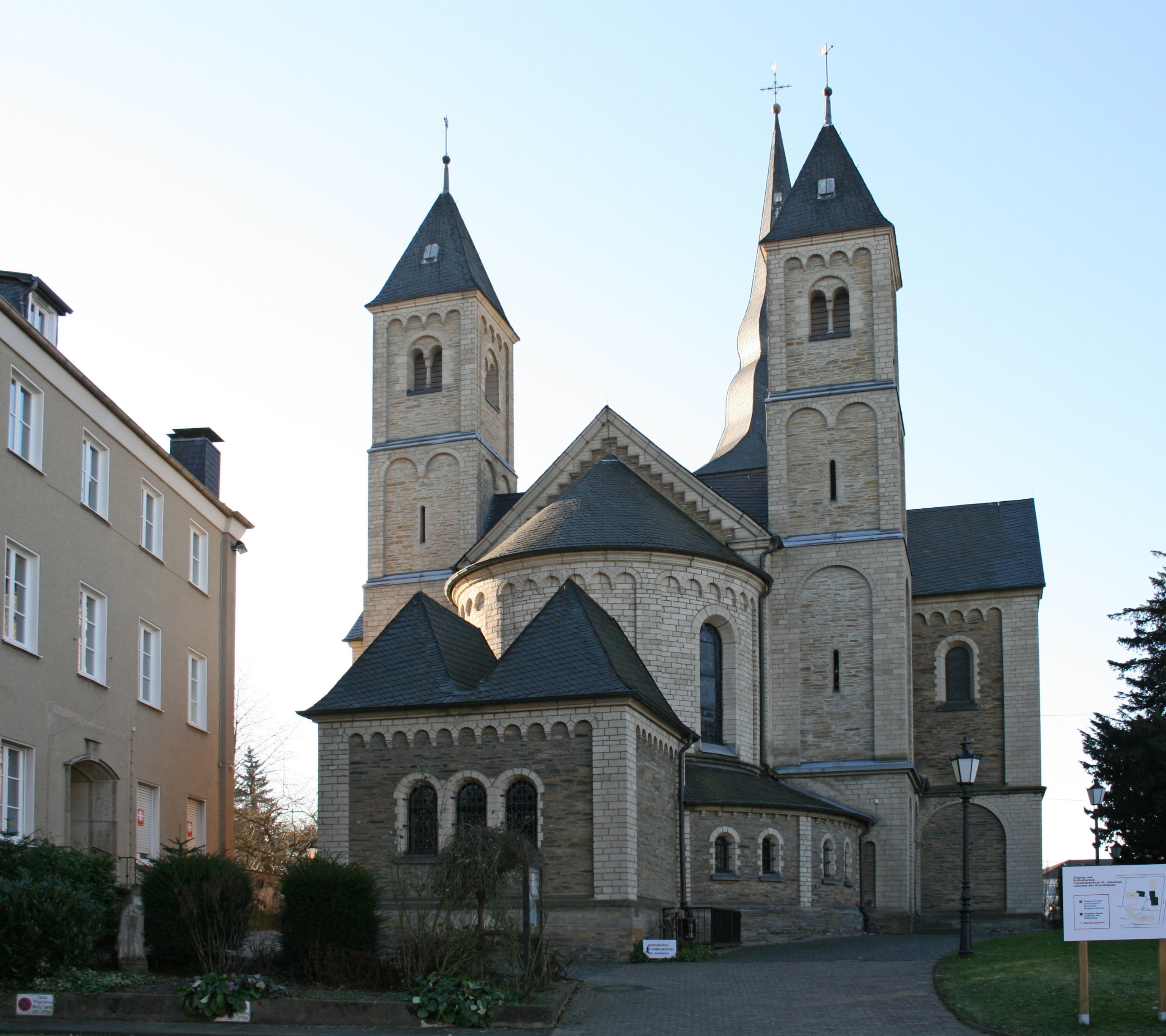
Ansicht aus Ost, im Vordergrund die Sakristei
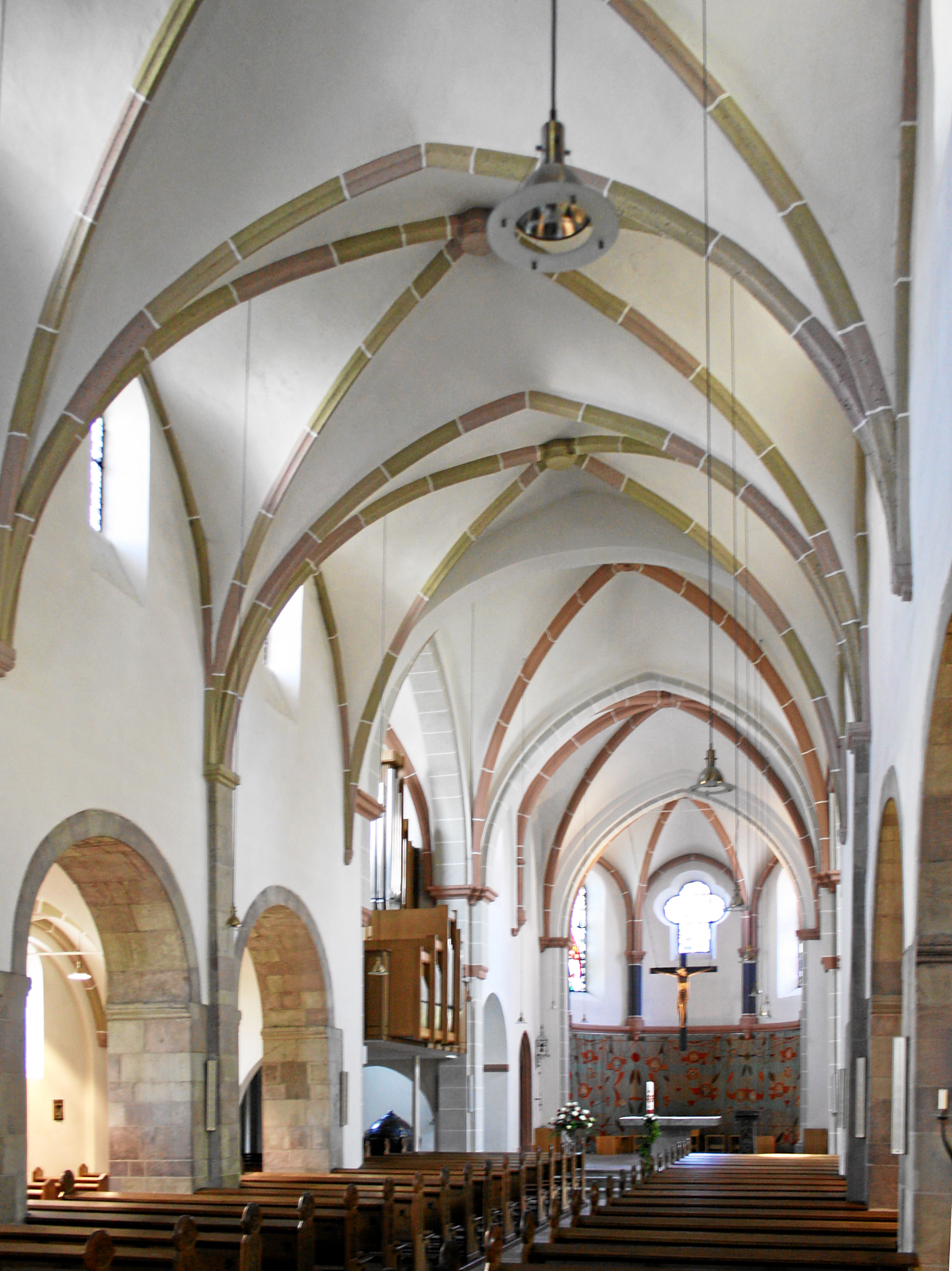
Langhaus nach Ost
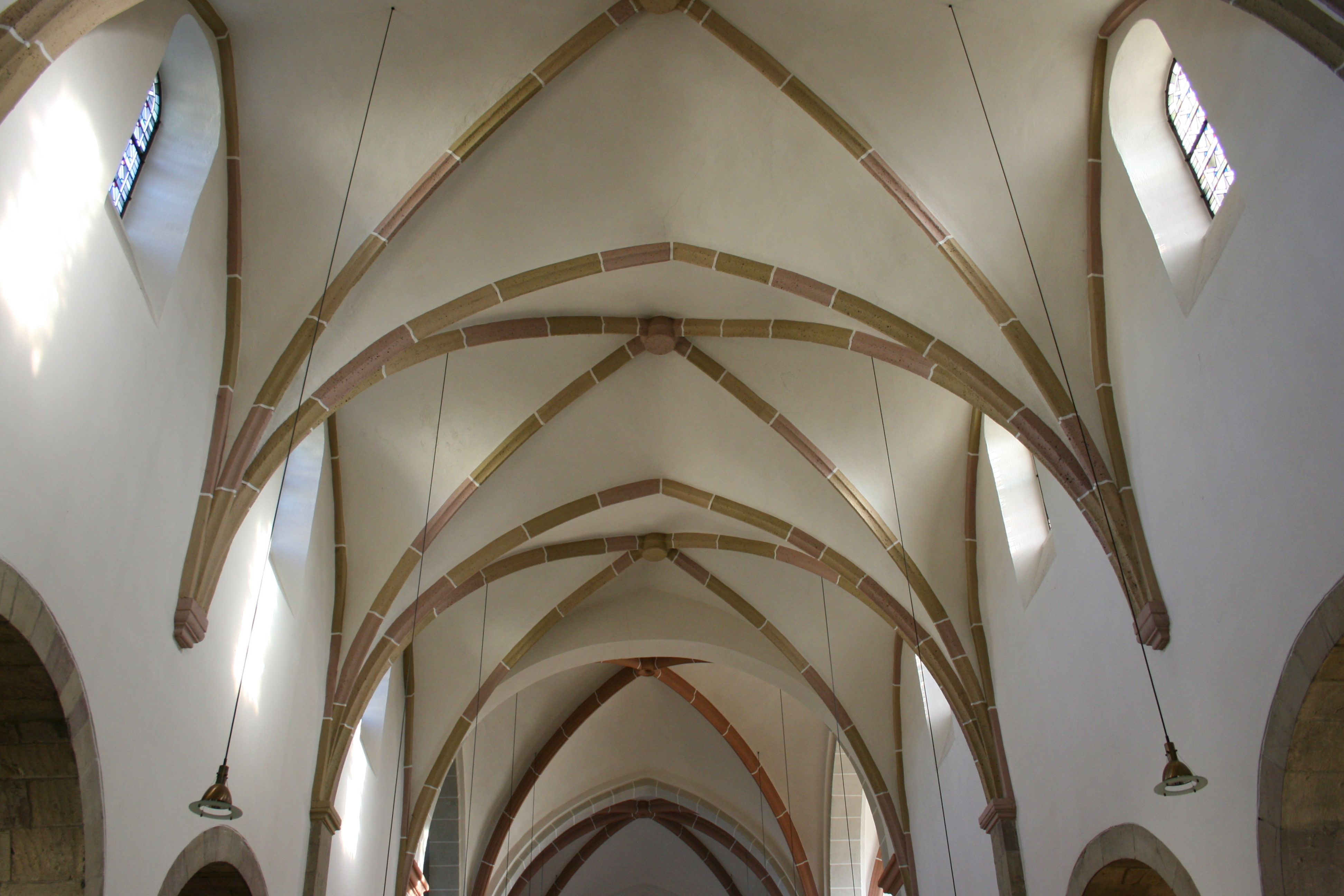
Langhausgewölbe

## Ausstattung

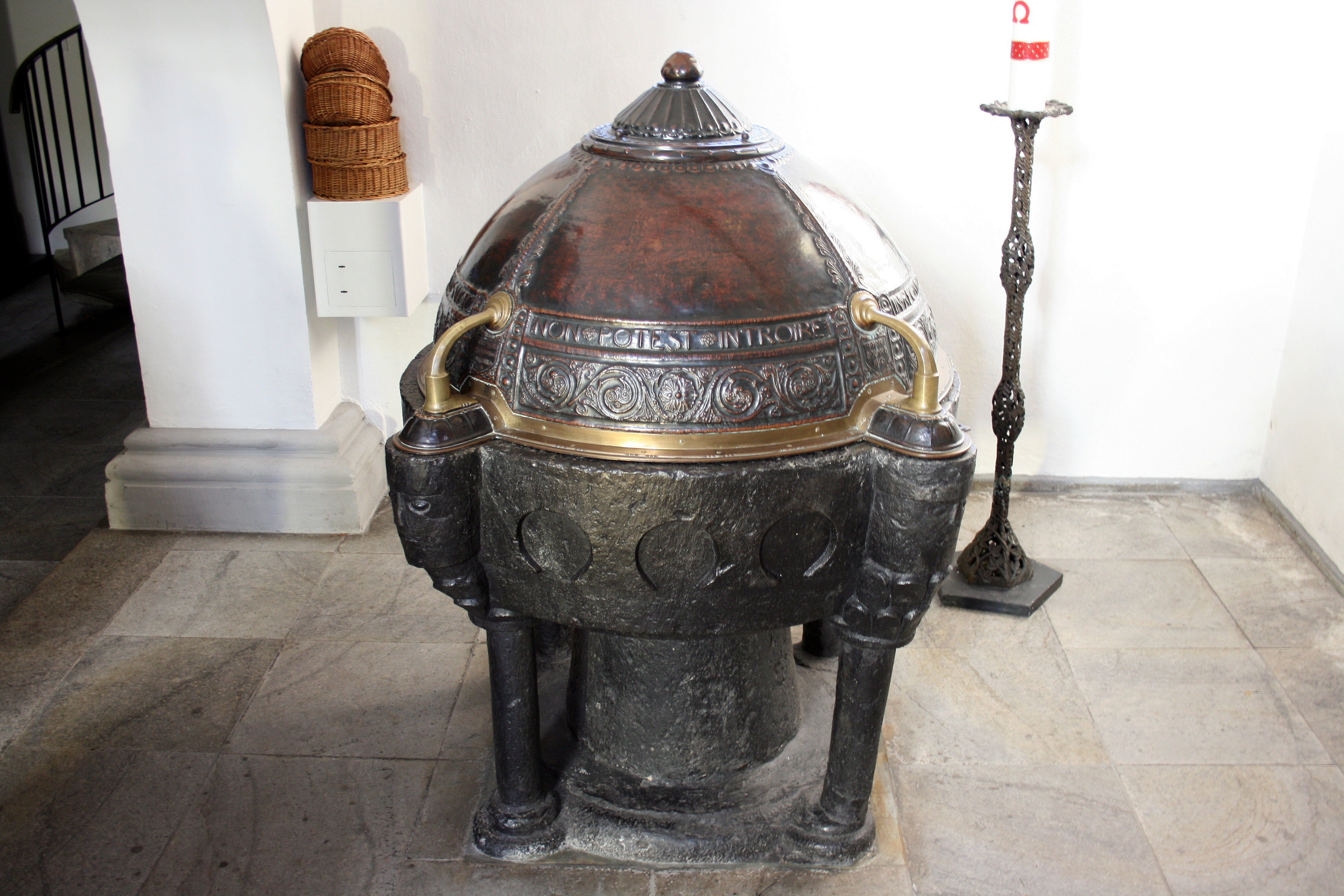
Taufbecken aus schwarzem Granit (12. Jahrhundert, Rhein-Maas-Gebiet, Deckelaufsatz von 1912 von Wilhelm Giesbert Werkkunstschule Aachen)
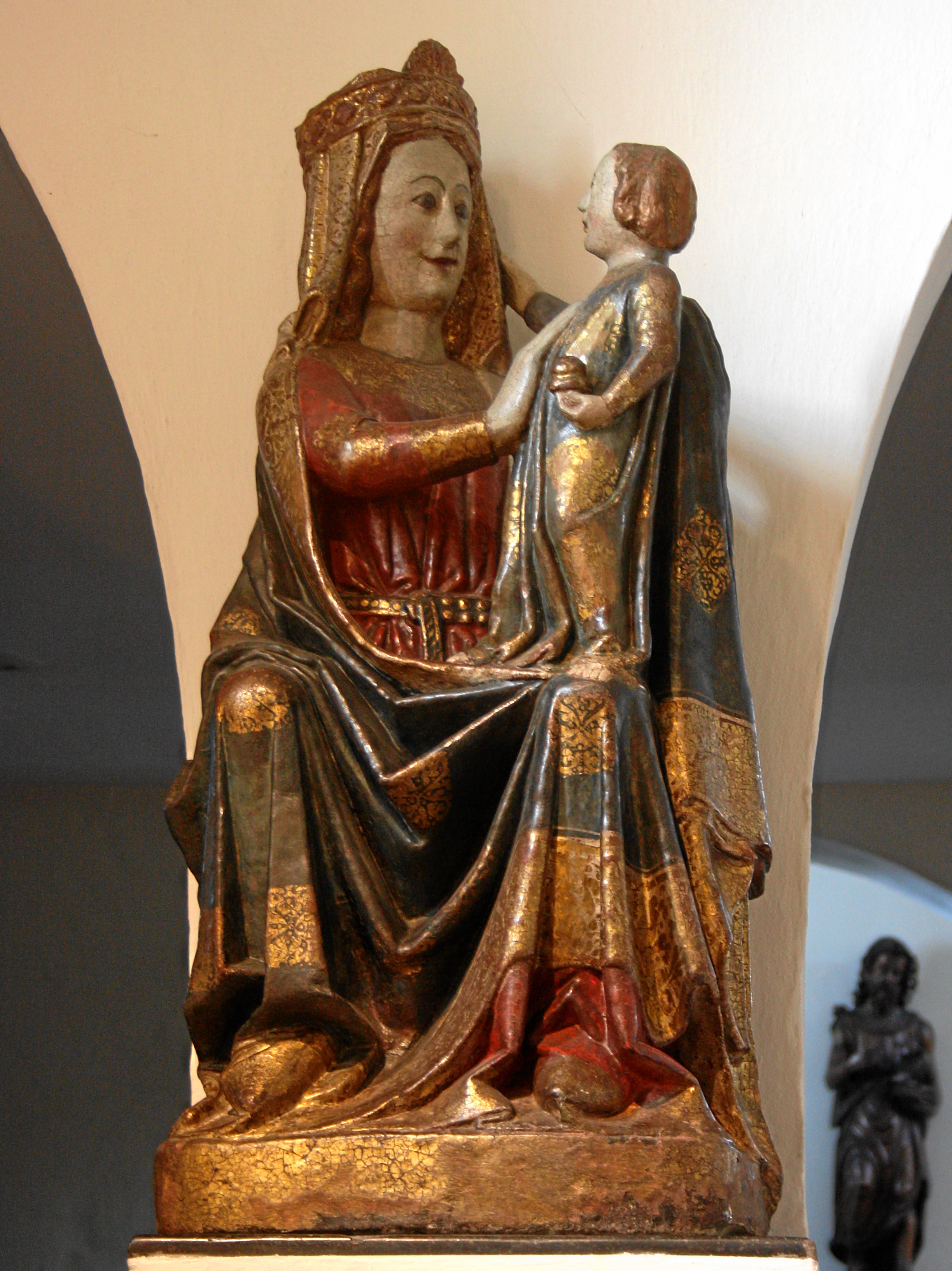
Thronende Madonna aus Sandstein (um 1280, Burgos)
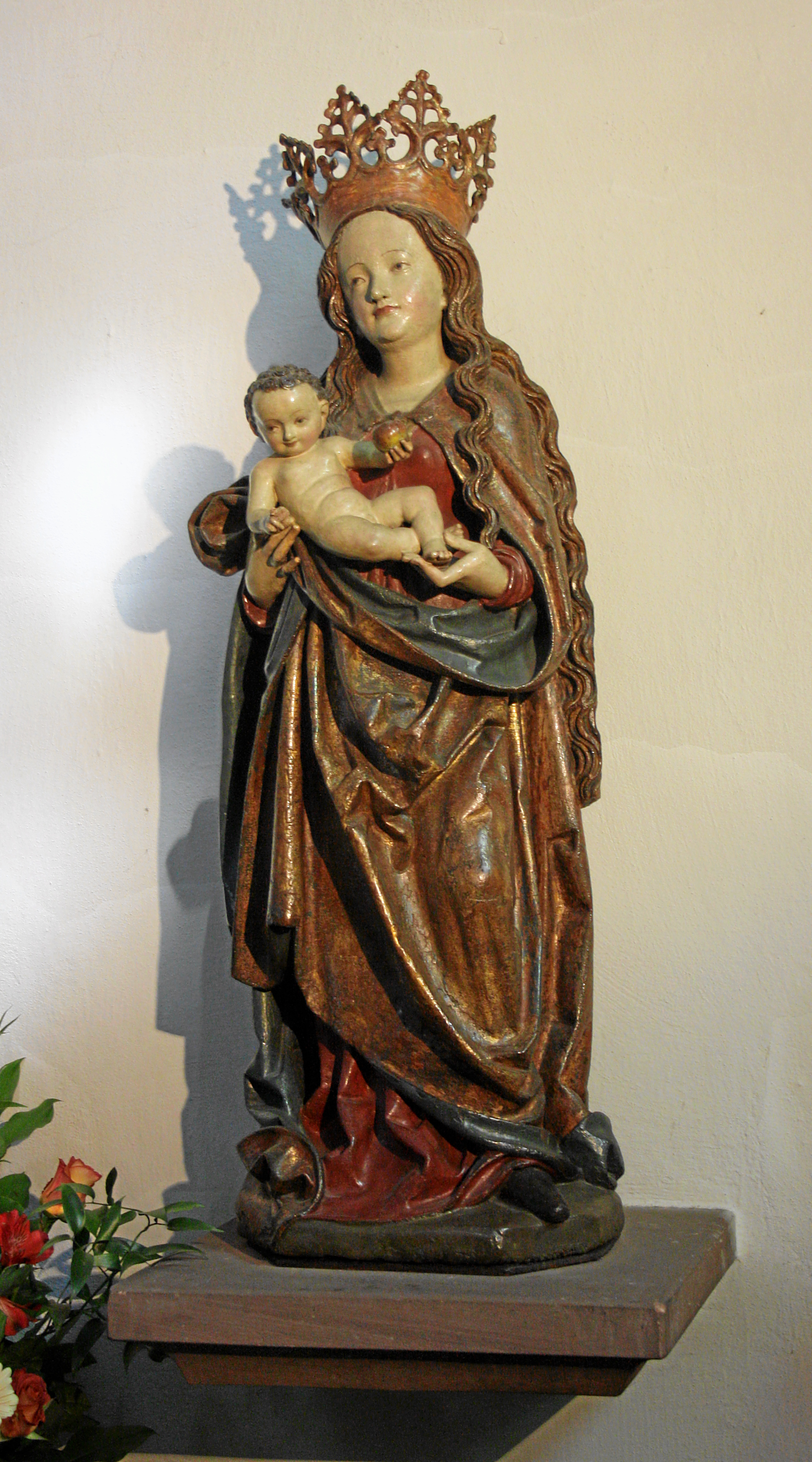
Madonna mit Kind (um 1500, schwäbisch)

Der Ambo ist von Egino Weinert. Von Hillbrand sind des Weiteren ein Schmerzensmann und ein Osterleuchter.

## Glocken
Im Turm befindet sich ein wertvolles, 3-stimmiges Geläut aus 3 verschiedenen Jahrhunderten.
| Nr. | Name              | Gussjahr | Gießer, Gussort              | Durchmesser (mm) | Gewicht (kg) | Nominal (16tel) |  |
| 1   | Marienglocke      | 1454     | Hermann van Alfter           | 1203             | 1.000        | dis1 +3         |  |
| 2   | Johannesglocke    | 1708     | Johann Peter Edel, Straßburg | 1181             | 920          | e1 ±0           |  |
| 3   | Sebastianusglocke | 1678     | Johannes Bourlet, Jülich     | 1030             | 580          | fis1 −6         |  |

## Orgel
Die ursprüngliche Orgel war aus der Werkstatt Fabricius in Grevenbroich. Sie kam auch nach der Erweiterung der Kirche wieder zum Einsatz. 1970 kam es zum Bau der heutigen Orgel von der Orgelbauwerkstatt Gebrüder Stockmann in Werl. Die Orgel hat zwei Manuale und Pedal mit insgesamt 21 Registern. Die alte Orgel konnte an St. Johannes Evangelist in Hilden verkauft und restauriert werden. Sie spielt als eine der wenigen erhaltenen Fabricius-Orgeln dort noch heute.